# رادیو تلویزیون تعلیمی و تربیتی افغانستان
رادیو تلویزیون تعلیمی و تربیتی افغانستان سازمانی رسانه‌ای متعلق به وزارت آموزش افغانستان است.
این سازمان در سال ۱۳۴۸ آغاز بکار کرد. در طول جنگ‌های افغانستان این سازمان عملاً فعالیتی نداشت تا اینکه در سال ۱۳۸۰ با کمک یونسکو فعالیت خود را از سر گرفت. در سال ۱۳۸۷ «تلویزیون آموزشی افغانستان» به صورت آزمایشی شروع به فعالیت کرد و یک سال بعد در بهار سال ۱۳۸۸ این تلویزیون پخش خود را رسما آغاز کرد.